# Asgaard Bryggeri
Asgaard Bryggeri er et nordtysk ølbryggeri i Slesvig by. Det sydslesvgiske bryggeri blev indrettet 1994 i Slesvigs gamle godsbanegård. Asgaards ølmærker sælges som vikingernes øl i anledning til vikingebyen Hedeby tæt ved Slesvig by. Sortimentet omfatter hvedeøl, klar og mørk øl og biologisk øl.
Bryggeriets navn henviser til gudernes hjem Asgård.